# Куцяк Петро Васильович
Куцяк Петро Васильович (Сава Чалий, Ол. Ч-ий) (бл. 1890 — ?) — член Української Центральної Ради, депутат Трудового конгресу України.

## Біографія
Закінчив Вінницьку учительську семінарію. До війни вчителював у Ямпільському повіті Подільської губернії. Перебував під наглядом поліції з 1911 року.
В роки Першої світової війни — підпоручик 22-го Кавказького стрілецького полку. У червні 1917 року обраний до складу Всеукраїнської ради військових депутатів, відтак — до Української Центральної Ради. Член Української партії соціалістів-революціонерів.
З 23 листопада 1917 року до січня 1918 року — голова Кавказької крайової української ради. Пізніше — редактор газети «Українська Народня Республіка».
Обраний депутатом Всеросійських установчих зборів від Південно-Західного фронту за списком УПСР, УСДРП та козаків-соціалістів.
Після арешту в Вінниці та публічного зречення від УПСР був комісаром університету в Камʼянці-Подільському.
У 1924-1926 роках був ректором Київського сільськогосподарського інституту.

## Твори
• Куцяк П. Демократична нарада й Украïнська справа. (14-23 вересня 1917 р. у Петрограді): доклад на украïнському військовому з'ïзді Південно-Західнього фронту (4-9 жовтня 1917 р. у Бердичеві) / Петро Куцяк (С. Чалий). — Б.м.: Тип. «Голос фронта», 1917. — 39 с.
• Ч-ий Ол. Про Центральну Раду і Раду Народніх Міністрів: складено видавництвом «Відродження» / Ол. Ч-ий. — К.: «Інформаційне бюро» М. В.С., 1918. — 96 с.